# Jura-Zoo
Koordinaten: 49° 15′ 9″ N, 11° 27′ 10″ O
Der Jura-Zoo in Neumarkt in der Oberpfalz war ein kleiner privater Zoo in der Oberpfalz. Auf dem rund 7000 m² großen Gelände lebten etwa 300 Tiere. Seit dem 4. Oktober 2017 war der Zoo wegen Renovierungsarbeiten geschlossen. Er sollte ursprünglich im März 2018 wiedereröffnet werden, dann wurde der Wiedereröffnungstermin mehrfach verschoben. Seit Februar 2020 steht fest, dass er geschlossen bleibt.
Zu seinen Besonderheiten zählte der Zoo Kaptriele, Geierraben und Servale. Der Tierpark nahm an einem gemeinsamen Zuchtprogramm für Weißhandgibbons mit dem Zoo in Tel Aviv teil.
Der 1989 eröffnete Zoo war in Familienbesitz und finanzierte sich zum Großteil aus Spenden und Geschenken.
Im Jahr 2007 sollte der Zoo um 5000 m² erweitert werden. Im bereits fertiggestellten Erweiterungsbau befanden sich ein neues Gehege für die Zwergflamingos, ein Entensee, ein Kängurugehege, eine Voliere für Englische Kämpfer und eine für die Dunkelroten Aras.
Am 30. Juli 2007 starb sein Gründer Fritz Pelech.

## Kritik an der Tierhaltung
Ende Juli 2017 veröffentlichten Mitglieder einer Bürgerinitiative namens Aktionsgruppe Tierrechte Bayern Video- und Fotoaufnahmen aus dem Zoo und erstatteten wegen vermeintlicher Missstände Anzeige beim Veterinäramt. Die Rede ist von „verletzten Vögeln, verhaltensgestörten Affen, verdreckten Böden und stinkenden Wasserkloaken“.
Über den Zoo wurde daraufhin deutschlandweit berichtet. Anfang August erstattete die Tierrechtsorganisation PETA Strafanzeige bei der Staatsanwaltschaft Nürnberg-Fürth wegen Verstoßes gegen das Tierschutzgesetz. Auch das Great Ape Project besuchte daraufhin den Zoo und äußerte scharfe Kritik, insbesondere bezüglich der Affenhaltung.
Der Betreiber gab daraufhin mehrere Tiere an andere Zoos ab, nach seiner Aussage allerdings nicht als Konsequenz aus den Vorwürfen. Außerdem soll ein Förderverein gegründet werden. Mitte Dezember 2017 wurden zwölf Affen (Javaner- und Kapuzineraffen) aus dem Zoo in das Wales Ape & Monkey Sanctuary nach Wales gebracht. Laut Colin Goldner vom Great Ape Project, das den Transport der Affen unterstützte, wird der Zoo zu einem Streichelzoo umgestaltet.
Ende Mai 2018 wurde das Ermittlungsverfahren gegen den Jura-Zoo eingestellt. Die Staatsanwaltschaft kam bei ihren Ermittlungen zu dem Ergebnis, dass sich nicht belegen lasse, dass Tieren durch Rohheit Schmerzen oder Leid zugefügt worden sei.